# Sam Andreae

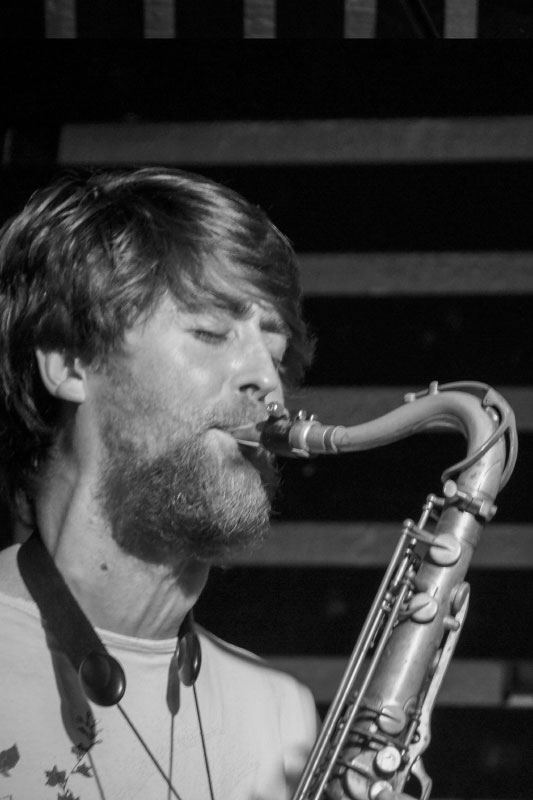
Aarhus Jazz Festival 2013
Foto Hreinn Gudlaugsson

Sam Andreae (* um 1990 in Manchester) ist ein britischer Improvisationsmusiker (Altsaxophon, Komposition).

## Leben und Wirken
Sam Andreae arbeitete ab den 2010er-Jahren in der britischen Improvisationszene, u. a. mit David Birchall, Andrew Cheetham, Javier Saso, Lê Quan Ninh, Rodrigo Constanzo, Otto Willberg, Toshimaru Nakamura sowie in den Formationen Article XI  (Live in Newcastle), ABC Trio, AKW, Favourite Animals, außerdem im Trio Riot (mit Mette Rasmussen und David Meier) und in dem Saxophon-Ensemble Saxoctopus (u. a. mit Julie Kjær und Rachel Musson). Ferner gehörte er dem Quartett Sloth Racket an, mit dem bis 2020 sieben Alben erschienen.

## Diskographische Hinweise
- Andreae / Birchall / Cheetham (Tombed Visions, 2015)
- Andreae, Birchall, Willberg: A Hair in the Chimney (Vernacular Recordings, 2017)
- Willberg, Andreae, Birchall:  Live in Beppu (Vernacular Recordings, 2018)
- Andreae / Birchall / Nakamura / Willberg: Live at Ftarri  (Raw Tonk, 2018)
- Sloth Racket: Exabout: Live in Ramsgate (2020), mit Cath Roberts, Anton Hunter, Seth Bennett, Johnny Hunter